# Banco dei Medici
Il Banco dei Medici (1397-1494) fu la più grande e famosa banca d'Europa nel corso del XV secolo.
Secondo molti studiosi i Medici sono stati per un certo periodo la famiglia più ricca d'Europa. Con questa ricchezza, acquisì potere politico prima a Firenze e successivamente in Italia e in Europa.
I Medici diedero un contributo notevole allo sviluppo della contabilità con il miglioramento del libro mastro attraverso l'inserimento del sistema della partita doppia che rendeva più evidenti crediti e debiti.
Giovanni di Bicci de' Medici fu il primo Medici a costituire una sua banca, e mentre divenne influente nel governo fiorentino, soltanto suo figlio Cosimo de' Medici, che divenne gran maestro nel 1434, fu capo non ufficiale della repubblica fiorentina.

## Storia

### Fondazione
I Medici si erano interessati di banca ad alto livello, mantenendo il loro stato di famiglia appartenente all'alta borghesia e investirono i loro soldi in partecipazioni azionarie nelle terre del Mugello nel settore degli Appennini a nord di Firenze. In quel tempo i Medici erano la famiglia più ricca d'Europa e probabilmente del mondo, più potente anche dei Tudor. La stima delle loro ricchezze, in valori dei nostri tempi, è difficile e imprecisa, considerando che possedevano opere d'arte di inestimabile valore, terreni, oro e molto altro ancora.
Essi non erano soltanto banchieri, ma furono innovatori nel campo della contabilità. A un certo punto della loro storia gestirono gran parte delle finanze del mondo e la loro moneta divenne fra le preferite negli scambi internazionali.
Mentre Salvestro padre di Averardo (1320-1363; noto come "Bicci") non fu un uomo d'affari di successo né un banchiere, lo fu certamente un lontano cugino, Vieri di Cambio (1323-1396), che divenne uno dei banchieri più importanti di Firenze (il primo di una serie di modesti membri della famiglia, che ne vantava una ventina nel 1364). Nella banca di famiglia fecero il loro apprendistato Giovanni e il fratello maggiore Francesco (c. 1350-1412), che divennero poi soci. Francesco divenne socio di minoranza nel 1382, mentre Giovanni divenne amministratore della filiale di Roma nel 1385, divenendo a sua volta socio, anche se non era necessario capitalizzare la filiale visto che il papato era solito depositare denaro e non chiedeva prestiti. Vieri visse a lungo, ma la sua banca si suddivise in tre banche separate fra il 1391 e il 1392. Una banca fallì molto presto, una seconda, gestita da Francesco e poi da suo figlio sopravvisse fino al 1443, e dopo circa dieci anni morì Averardo. La terza banca era controllata da Giovanni in società con Benedetto di Lippaccio de' Bardi (1373-1420).

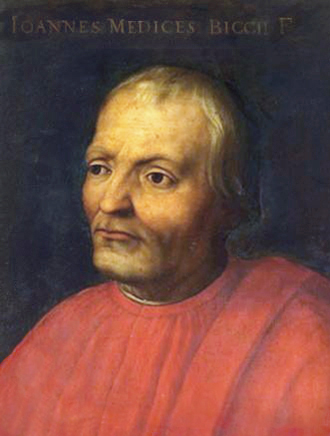
Giovanni di Bicci de' Medici

La fondazione del Banco dei Medici, è normalmente fatta risalire al 1397, in quanto è in quell'anno che Giovanni di Bicci de' Medici separò la sua banca da quella del nipote Averardo (che era stata il ramo romano della banca), spostando la sua piccola banca da Roma a Firenze. La filiale di Roma venne gestita da Benedetto, e Giovanni prese Baldassare Buoni (1371-1427) come socio. Essi versarono un capitale di 10.000 fiorini d'oro e iniziarono l'attività, anche se Gentile lasciò presto l'azienda. Il cambio di città portò un vantaggio alla banca, in quanto molte delle grandi banche predominanti a Firenze nel XIV secolo (Bardi, Acciaioli, Peruzzi) erano andate incontro a problemi, vedendosi usurpate, nella loro città, dagli Alberti, che erano divenuti abbastanza importanti da catturare gli affari della Chiesa cattolica. Ma gli Alberti incapparono in una serie di liti familiari, e la famiglia venne bandita da Firenze nel 1382 (sebbene nel 1434 fu loro consentito di tornare), creando così un vuoto. La scelta di Giovanni si rivelò molto azzeccata, specialmente finché Firenze non ebbe a disposizione un buon porto sul Mediterraneo, che ottenne poi nel 1406 con la conquista di Pisa e del suo Porto Pisano. Un altro vantaggio fu che era molto più facile investire i capitali a Firenze piuttosto che a Roma, poiché grazie ai depositi della Santa Sede, ottenuti da Giovanni a seguito della lunga collaborazione precedente, la banca disponeva di grandi somme da poter erogare in prestito.

### Ascesa
Rapidamente venne inviato un procuratore a Venezia per cercare opportunità di investimento. La sua attività si rivelò subito fruttuosa e venne aperta la seconda filiale del Banco il 25 marzo 1402. A seguito di una cattiva gestione amministrativa iniziale (commise l'errore fatale di violare l'accordo di associazione, prestando soldi ai tedeschi; ma Giovanni non dimenticò gli antichi servigi ricevuti e inviò 20 fiorini per aiutarlo a sopravvivere), andò incontro a difficoltà ma presto riuscì a risollevarsi. Fu da questa filiale che derivò l'usanza di pagare il direttore della filiale con le azioni di società che egli aveva acquistato nella sua attività gestionale. Nello stesso 1402 venne fondata la prima fabbrica dei Medici per la produzione di stoffe di lana, e un'altra venne aperta nel 1408. In questo periodo, la filiale di Roma aprì una filiale a Napoli (chiusa nel 1425 e sostituita con una a Ginevra e Gaeta. Questo può sembrare molto, ma c'erano solamente 17 impiegati in totale nel 1402, e appena cinque nella sede centrale di Firenze, anche se ragionevolmente ben pagati e prontamente promossi (come nel caso di Giuliano di Giovanni di ser Matteo che passò dall'essere un impiegato nel 1401 a socio di minoranza nel 1408).
Nel 1420, morì Benedetto de' Bardi (il ministro o direttore generale di tutte le filiali), e venne sostituito dal fratello minore Ilarione de' Bardi, che era il procuratore della filiale di Roma. Egli chiuse una delle fabbriche di tessuti, fra le molte ristrutturazioni decise a seguito della fine di alcune collaborazioni societarie in atto. Questo fatto è interessante in quanto i contratti vennero fatti da Ilarione nel nome di Cosimo e Lorenzo, e non di suo padre Giovanni; questo segna l'inizio di un trasferimento di responsabilità e di poteri. Due Portinari vennero inseriti nelle filiali di Firenze e Venezia.

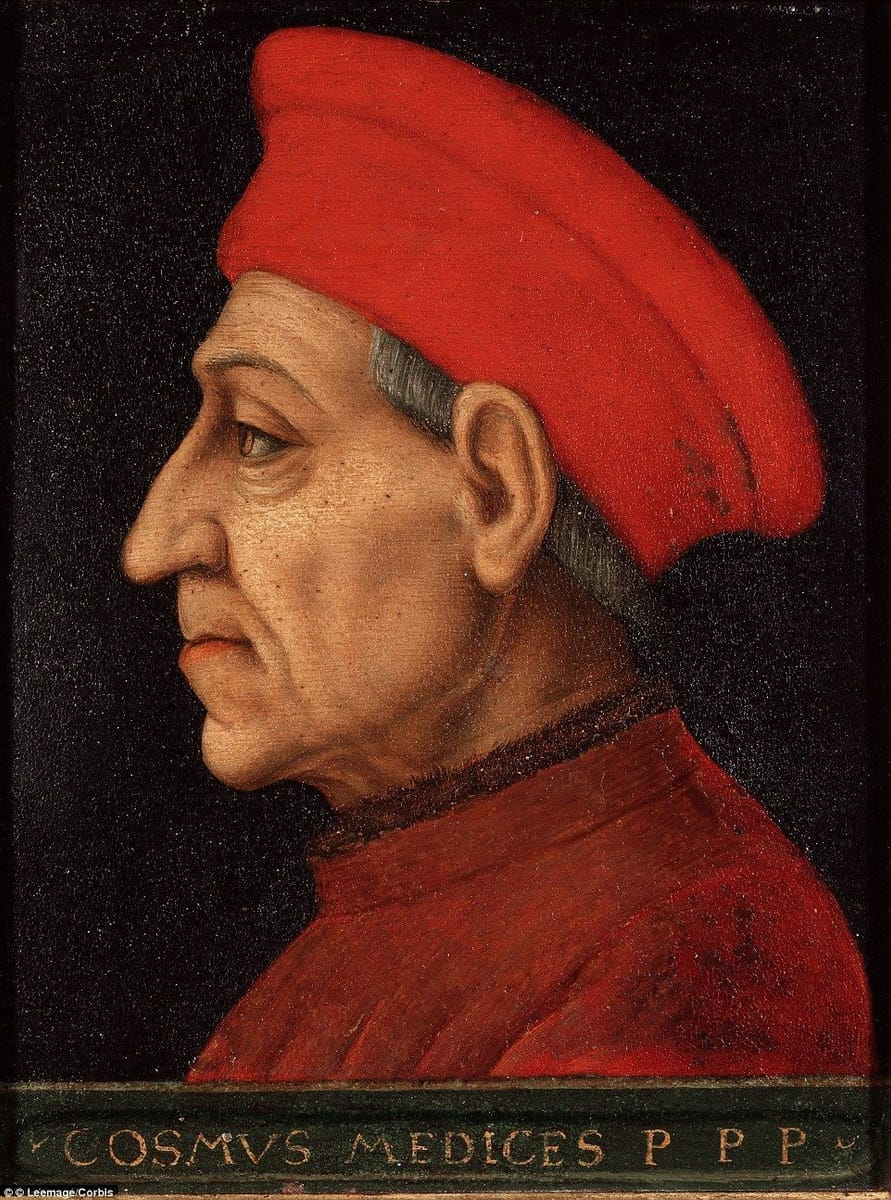
Cosimo de' Medici

Giovanni morì nel 1429 - secondo Lorenzo, la sua eredità fu di circa 180.000 fiorini d'oro - ma la sua morte non ebbe effetti particolari, e la transizione verso il controllo di Cosimo fu abbastanza tranquilla, aiutata da Ilarione, che divenne ministro. Fortunatamente per il Banco, Lorenzo di Giovanni di Bicci era in ottimi rapporti con Cosimo, e così non insistette nello sciogliere la società per ricevere la sua quota del patrimonio (la primogenitura non vigeva); molte banche fiorentine e società durarono solamente una generazione o due perché alcuni dei figli che ereditavano desiderarono ricevere la quota di eredità di loro spettanza. Così le filiali crebbero e dopo quelle di Roma e Firenze, vennero aperte quelle di Venezia e Ginevra. Ilarione non visse molto a lungo, e viene citato come morto in una lettera del febbraio 1433; questo fu un periodo poco fortunato durante il quale il governo di Rinaldo degli Albizi stava operando contro la resistenza messa in atto dal giovane Medici (galvanizzato dal fallimento del governo degli Albizi in una guerra contro Lucca e Milano), decidendo alla fine di esiliare Cosimo a Venezia. In questo periodo della storia del Banco, le filiali in Italia produssero notevoli profitti, nonostante la politica sfavorevole, con il 62% del totale proveniente dalla filiale di Roma (nel 1427, la filiale di Roma aveva circa 100.000 fiorini depositati dalla Curia; in confronto, l'intera capitalizzazione del Banco dei Medici era di 25.000 fiorini d'oro.) Il 13% proveniva dalla filiale di Venezia, mentre le filiali di Bruges, Londra, Pisa, Avignone, Milano e Lione non erano ancora state fondate. In quel tempo sembra vi fosse un ufficio a Basilea che venne chiuso nel 1443.

### Sviluppo
Il 24 marzo 1439, venne fondata la filiale di Bruges anche se i Medici avevano già iniziato a realizzare affari nelle Fiandre, tramite agenti e corrispondenti, sin dal 1416. Ciò accadde quando il figlio del reggente la filiale di Venezia (1417-1435) venne inviato a investigare, nel 1438, e tornò con l'opinione che sarebbe stato possibile creare una società a responsabilità limitata con Bernardo di Giovanni d'Adoardo Portinari (1407 - c. 1457) che assunse entrambi i ruoli di responsabile e azionista di maggioranza. Quando Angelo Tani (1415-1492) divenne azionista di minoranza nel 1455, venne creata la filiale con partecipazione paritaria del Banco dei Medici. Una situazione similare di "accomandita" venne realizzata ad Ancona, sembra con Francesco Sforza, un alleato di Cosimo.
Come detto in precedenza, lo zio di Cosimo aveva aperto una banca con il ricavato del suo terzo della banca di Vieri, che chiuse nel 1443 con la morte del nipote di Averardo, prendendo la filiale di Pisa. Precedentemente, gli affari che i Medici dovevano realizzare a Pisa, come Cosimo che spedisce a Donatello i soldi per acquistare il marmo, erano stati realizzati tramite loro. Il 26 dicembre 1442, venne formata una società a responsabilità limitata con due soci poco noti. I Medici ridussero progressivamente la loro partecipazione in questa società e sembra che ne uscirono definitivamente, dopo il 1457, cedendo la loro quota a un socio che la tenne fino al 1476.
Il 1446 vide la nascita di altre due filiali: la precedente collaborazione a Bruges venne trasformata in società diretta, e venne iniziata una partecipazione a responsabilità limitata ad Avignone, il più grande centro di commercio del sud della Francia, nonostante la partenza del papato. Nel giro di due anni questa associazione venne convertita in una piena partecipazione. La filiale di Lione non era stata ancora fondata; essa si andò delineando come un graduale trasferimento della filiale di Ginevra, a causa della riduzione dei traffici delle fiere di Ginevra e della fondazione di quattro grandi fiere a Lione, che attrassero oltre 140 iniziative commerciali fiorentine.). Il trasferimento venne completato nel 1466.
La struttura del Banco aveva a quel punto raggiunto la fisionomia definitiva; una nuova filiale sarebbe stata aperta a Milano alla fine del 1452 o agli inizi del 1453, su richiesta del grato Sforza. Il suo primo rappresentante Pigello Portinari era molto capace e la filiale prestava fondi alla corte degli Sforza e, come la filiale romana, vendeva gioielli - finché Pigello morì e venne sostituito dall'inefficiente fratello Accerrito (1427 - c. 1503) che non riuscì a incassare i massicci finanziamenti concessi alla corte degli Sforza (che non rimborsarono i debiti di 179.000 ducati prima della sua morte avvenuta nel 1478). Un problema simile avvenne nella filiale di Bruges diretta dal terzo fratello Portinari, Tommaso.
In ogni caso, questo periodo (1435-1455), sotto Cosimo e il suo ministro Giovanni de' Benci, fu il più prospero nella storia del Banco. Con la morte di Cosimo il 1º agosto 1464, ebbe inizio il declino della società.

### Declino

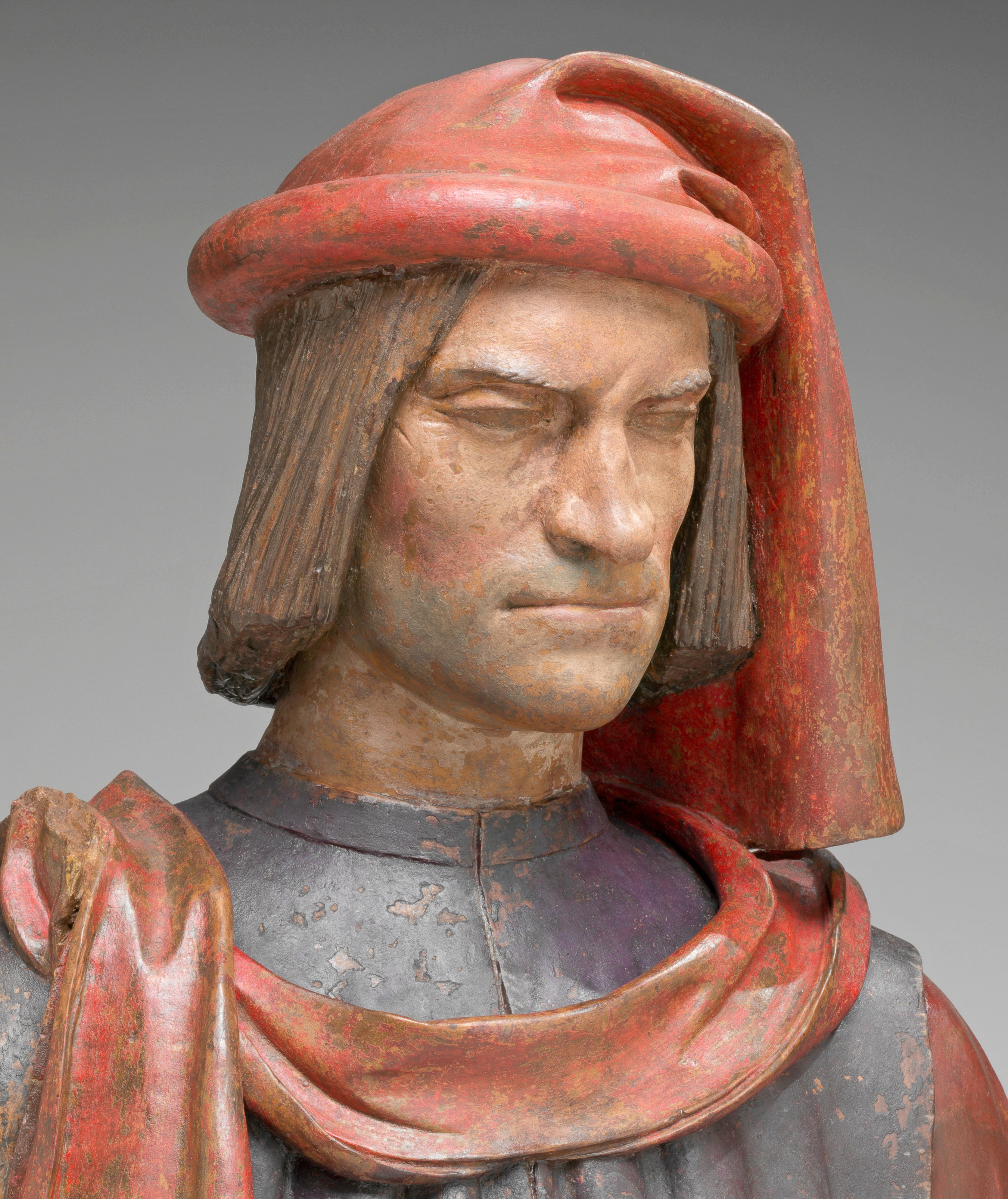
Lorenzo de' Medici

#### Fallimento a Lione e Londra
Un primo segnale del declino fu il quasi fallimento della filiale di Lione a causa della venalità del suo direttore, salvato solamente dagli sforzi eroici di Francesco Sassetti; le difficoltà erano affiorate dopo quelle registrate nella filiale di Londra, che avevano messo in difficoltà, per gli stessi motivi, la filiale di Bruges, che aveva prestato delle grosse somme di denaro a re Edoardo IV l'usurpatore del Casato di York; sebbene in un certo senso la filiale non avesse alcuna alternativa in quanto doveva affrontare l'opposizione dei commercianti e fabbricanti di stoffe interessati ai commerci con Londra e i loro rappresentanti in Parlamento, che garantivano le necessarie licenze di esportazione subordinandole alla concessione dei prestiti. Essa era stata sciolta come società nel 1465, ed era stata reincorporata come accomandita. Nel 1467, Angelo Tani fu inviato per rivedere i libri. Tani tentò di iniziare il recupero dei crediti: il re doveva restituire 10.500 sterline; la nobiltà 1.000; altre 7.000 erano costituite da merci fornite e non più recuperabili. I fondi operativi (come avvenuto negli altri casi di fallimento precedenti) vennero presi in prestito dai Medici a elevati tassi di interesse. Edoardo IV ammortizzò una parte del suo debito, ma i versamenti vennero presto ridotti (ma non negati) da nuovi prestiti e vendite di seta. Nella primavera del 1469, Tani terminò il salvataggio con sua grande soddisfazione, e ritornò in Italia. Il suo lavoro fu reso vano dal mancato sostegno dei direttori delle filiali interessate e in particolar modo di quello londinese Canigiani; l'evento fatale fu la guerra delle due rose che rese Edoardo IV incapace di rimborsare i prestiti (il meglio che poté fare, per rimborsare i prestiti che aveva ottenuto, fu di aumentare i dazi sulla esportazione delle lane inglesi fino alla completa estinzione del debito), e i ribelli Lancaster che non rimborsarono mai i loro prestiti dopo le loro morti e sconfitte. La filiale terminò la sua liquidazione nel 1478, con una perdita totale di 51.533 fiorini d'oro.

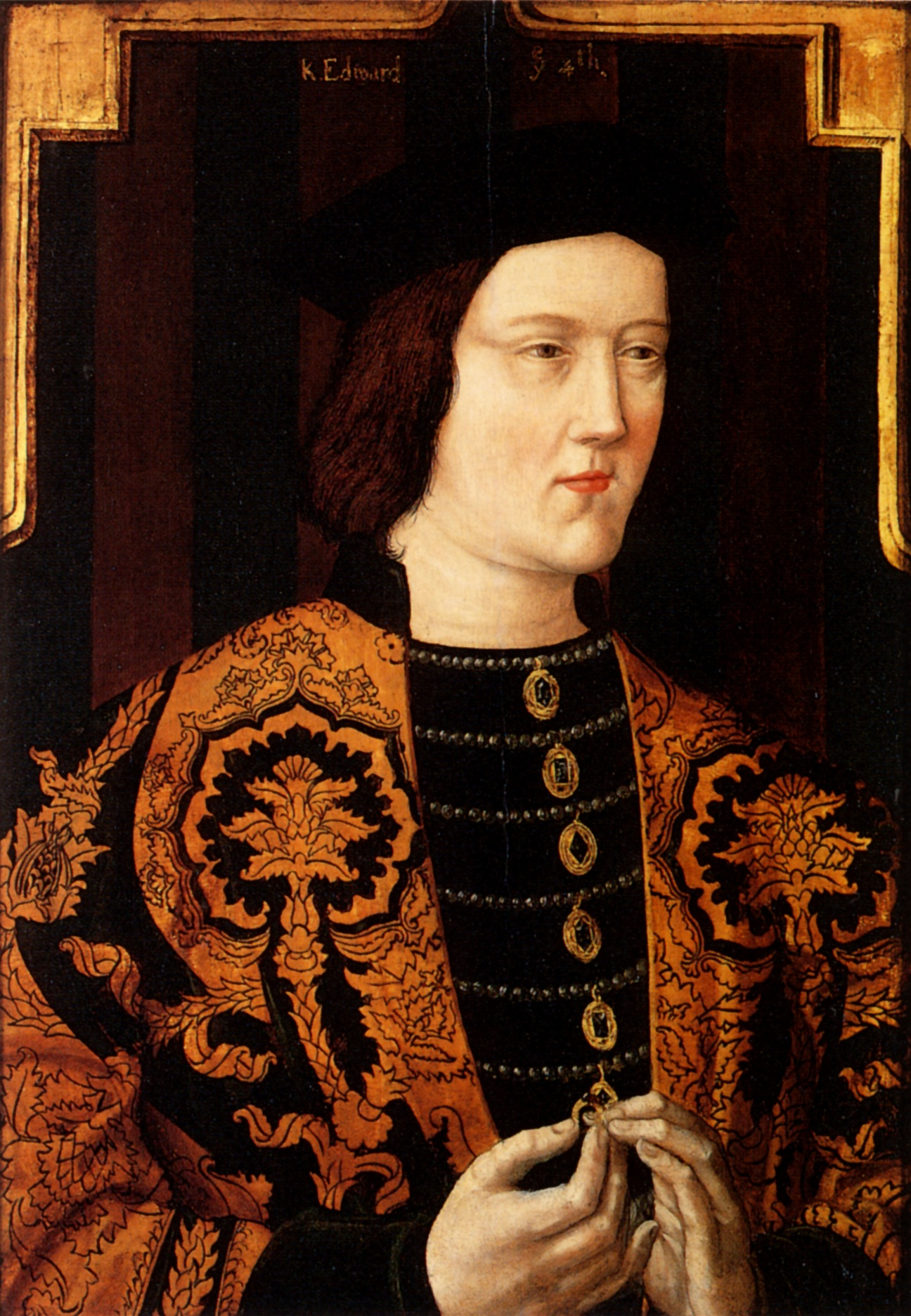
Edoardo IV

#### Fallimento a Bruges

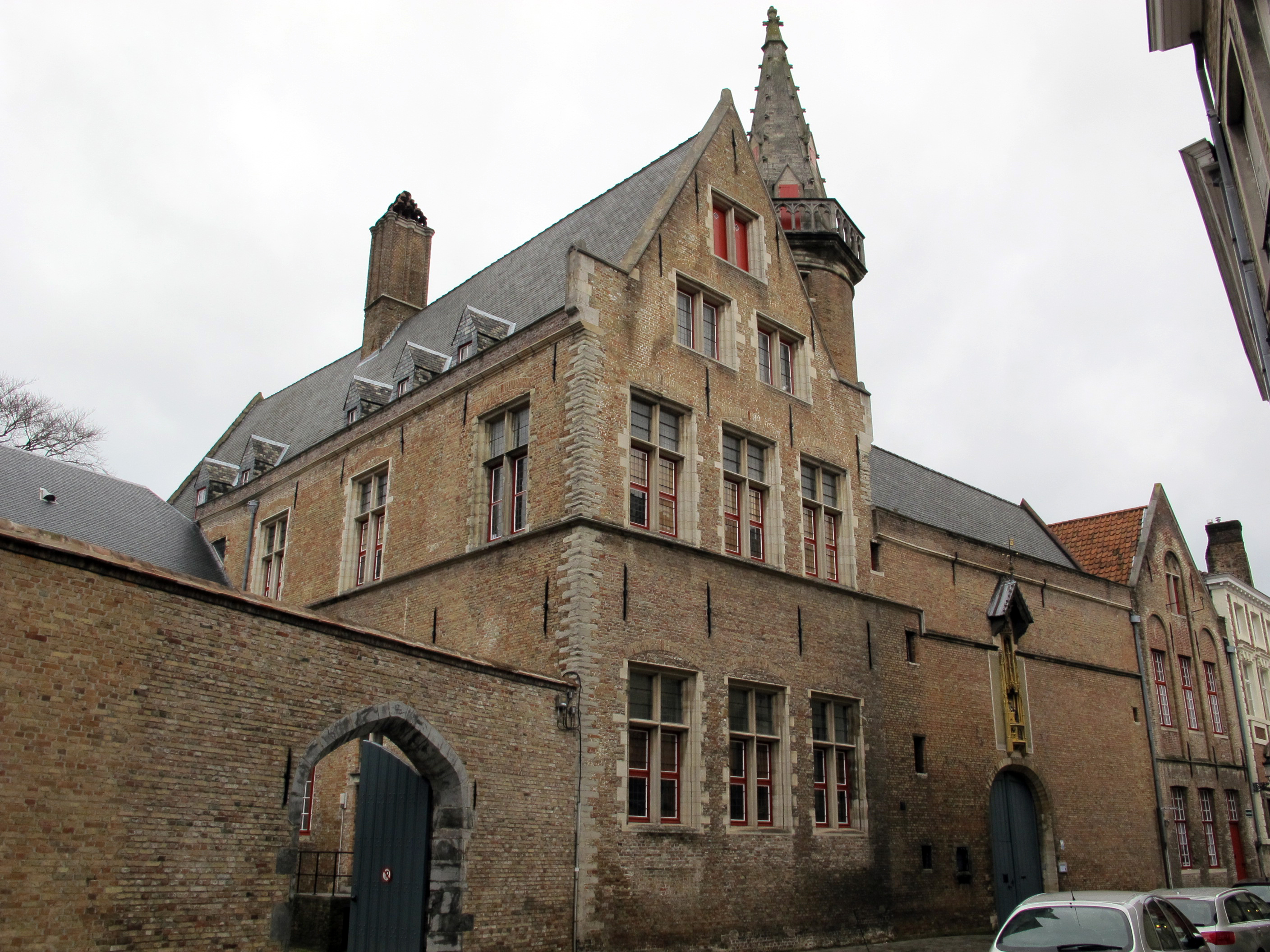
La sede di Bruges (Hof Bladelin)

Dopo il fallimento della filiale di Londra, essa venne messa in accomandita sotto il controllo di quella di Bruges, diretta dal terzo dei fratelli Portinari, Tommaso Portinari. Anche questa filiale sarà destinata presto al fallimento. Portinari aveva diretto la filiale per diversi decenni, e aveva dato prova di essere non capace: egli aveva concesso enormi prestiti alla Corte Burgunda per ingraziarsi il favore dei regnanti ed elevarsi socialmente. Aveva acquistato due navi che andarono perse, una per un naufragio e l'altra sequestrata dai pirati. Inoltre il debito della filiale londinese era stato assunto da quella di Bruges. Prima della morte di Piero, Portinari riuscì a trovare degli affari così favorevoli che lo portarono a vivere a Firenze, recandosi soltanto raramente, per affari, nei Paesi Bassi. La fine della filiale fu costellata da caos e situazioni strane e forse anche da frodi: Portinari rifiutò di restituire dei depositi, dichiarando che le somme erano state investite in società; disse anche che Angelo Tani come socio effettivo, era anch'egli responsabile delle perdite, nonostante il fatto che Tani non avesse mai firmato atti o quant'altro. La dimensione degli ammanchi è difficile da stabilire: in una lettera, Lorenzo il Magnifico dice che i debiti di Carlo il Temerario ammontavano alla somma di 16.150 groat. I limiti dell'associazione impedirono fortunatamente di prestare più di 6000 groat. In un'altra lettera, Lorenzo biasima Portinari per l'artificio di spostare tutti i debiti della filiale di Londra a quella di Bruges - a parte gli affari proficui della vendita della lana. Portinari comprò il 45% della società, mentre la sua partecipazione nella filiale di Bruges era solamente del 27.5%. La filiale venne liquidata nel 1478 con perdite sbalorditive: il fallimento della filiale di Bruges volle dire accollarsi le perdite della filiale dei Paesi Bassi oltre a quelle della filiale londinese. In totale si ebbero perdite per circa 70.000 fiorini d'oro. Questa valutazione risulta ottimistica, in quanto si presume che l'ammanco fosse maggiore di quello registrato sui libri contabili. Lorenzo ebbe a dire, "Questi sono i grandi profitti che abbiamo accumulato con la gestione di Tommaso Portinari."
Lorenzo rifiutò di accollarsi questa perdita e inviò un agente fidato a Bruges per rivedere i libri e chiudere la società. Portinari si trovò ironicamente dinanzi a una via senza uscita: non poteva rifiutare la chiusura, poiché l'azionista di maggioranza, Lorenzo, aveva dato l'avviso corretto, e doveva accettare i propri libri contabili poiché disse che erano accurati e le poste in bilancio, piuttosto strane, erano corrette. Il rappresentante Ricasoli fu aiutato in questo compito da Angelo Tani che venne da Firenze per stabilire la questione della sua associazione supposta nella filiale londinese attraverso quella di Bruges. Dopo la scissione della società nel 1478, Portinari cadde in situazioni difficili. Gli venne tolto l'accredito come diplomatico (aveva partecipato, tra l'altro, alla negoziazione del trattato Intercursus Magnus)); anche se, ironicamente, la parte più utile di essere stato un diplomatico fu quella di essere capace di ritornare a Firenze senza finire in prigione per il mancato pagamento dei debiti. Morì povero, il 15 febbraio 1501, all'ospedale di Santa Maria Nuova, che il suo antenato Folco di Ricovero Portinari aveva fondato. Il suo patrimonio era così modesto e i suoi affari così equivoci che suo figlio rifiutò l'eredità, per evitare il pagamento di eventuali debiti pregressi.

#### Decadenza
Dopo la morte di Cosimo, le sue proprietà e il controllo del Banco passarono sotto il controllo del figlio maggiore Piero di Cosimo (il Gottoso). Piero aveva ricevuto una educazione umanistica; diversamente dal fratello minore che era stato formato in affari economici. In teoria, il figlio Pierfrancesco di Lorenzo avrebbe potuto insistere sulla divisione delle proprietà, ma Pierfrancesco era stato allevato da Cosimo e "il suo rispetto per lo zio era così grande che non osò chiedere di poter avere la sua partecipazione nella società."; Pierfrancesco sembra essere cresciuto con un atteggiamento ostile verso Cosimo, ma la sua morte nel 1476 prevenne ogni spartizione; con uno sguardo retrospettivo, si nota come Cosimo sottrasse la parte di eredità di Pierfrancesco per darla ai suoi due figli. Pierfrancesco sarebbe stato più saggio nell'effettuare tale separazione. Piero non era uguale a Cosimo, ma data la sua formazione, probabilmente avrebbe agito in maniera migliore, ma l'essere costretto a letto dalla gotta gli impedì di rivendicare quanto gli spettava. Piero riconobbe i problemi che si avvicinavano, e tentò di iniziare una "politica di riduzione delle spese" secondo quanto detto da Raymond de Roover. Questa politica non sembra sia stata seguita correttamente - stando a quanto scrisse Niccolò Machiavelli nella sua storia di Firenze - in quanto comportò la richiesta di prestiti per far fronte ai pagamenti, che causarono il collasso di molte attività commerciali dei fiorentini e diedero il via al complotto contro Piero e la casa Medici.

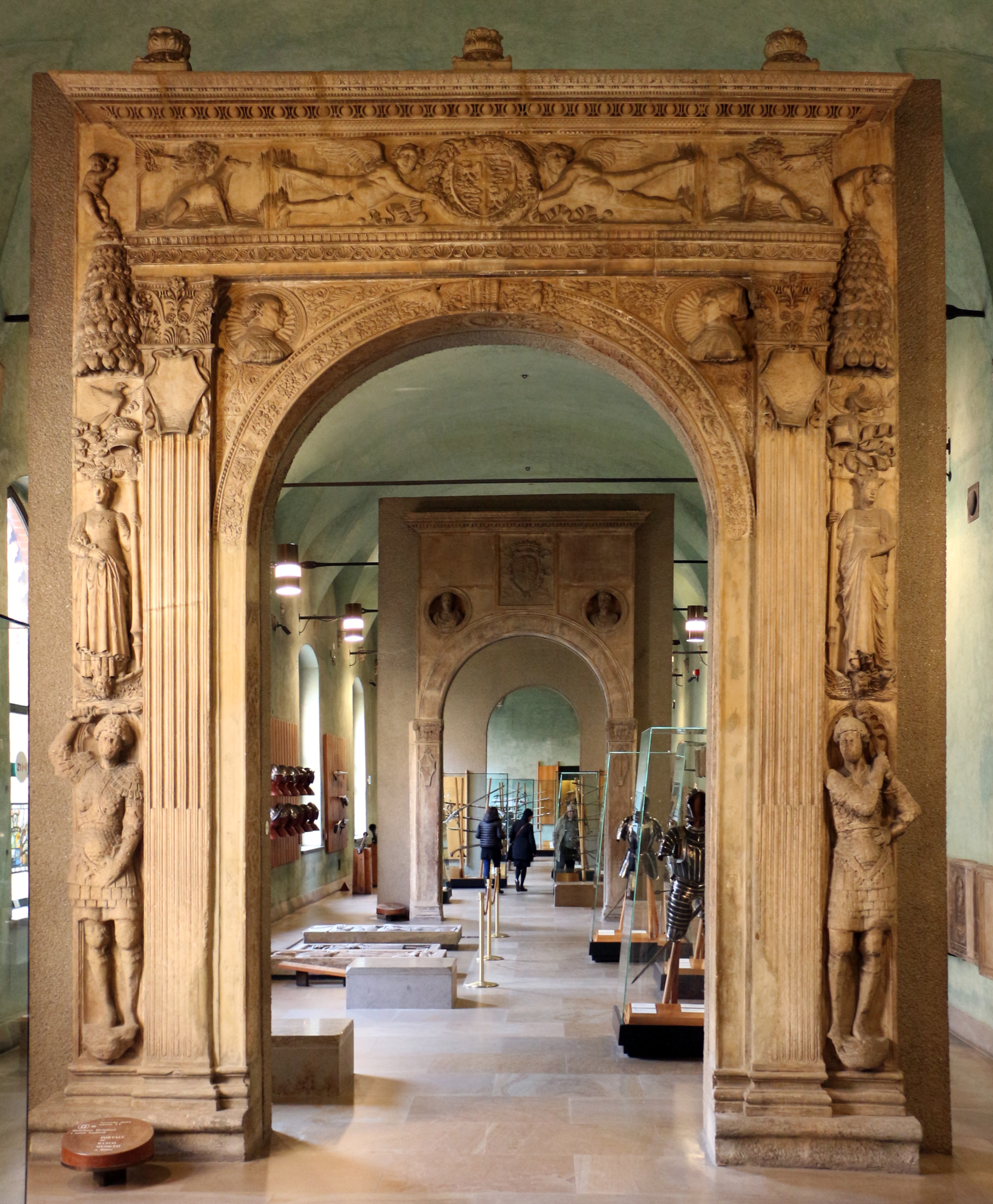
Il portale del Banco Mediceo di Milano

Non è dato sapere se Machiavelli esagerò i problemi o se Piero aveva ordinato soltanto una contabilità completa; Machiavelli probabilmente può essere creduto fin quando scrive che avvenne una quantità notevole di fallimenti che portarono a una lieve recessione nell'economia di Firenze, subito dopo la morte di Cosimo. De Roover cita la guerra fra Venezia e l'Impero ottomano e i collegamenti delle società che svolgevano affari con queste due potenze economiche del tempo, come concausa della crisi.. È sicuro comunque che Piero tentò di intervenire pesantemente sulla filiale londinese per recuperare, per quanto possibile, i crediti vantati nei confronti di Edoardo IV; ordinò alla filiale di Milano di ridurre i prestiti, disse a Tommaso Portinari, della filiale di Bruges, di vendere le navi e di non concedere prestiti di difficile esigibilità e tentò di chiudere la filiale di Venezia divenuta non più proficua. Nella prospettiva di seguire il suo piano d'azione, Piero si trovò in difficoltà: era politicamente costoso a richiedeva che i prestiti venissero rimborsati, e tali richieste potevano costargli care all'interno di Firenze: il re d'Inghilterra poteva rendergli impraticabili alcuni tentativi di esportare la lana inglese, e della lana inglese il Banco aveva disperato bisogno per due ragioni. Il primo era che quella lana era molto richiesta; se Firenze non avesse avuto la possibilità di approvvigionarsi per fare i tessuti, non avrebbe potuto vendere le sue merci e cosa più importante, non avrebbe potuto dar lavoro alle classi più modeste che si specializzavano in quel settore. La lana fiamminga era stata usata un tempo al posto di quella inglese, ma dopo il 1350 non aveva più un mercato in Italia e non veniva più importata fin dopo il 1400.. La disoccupazione generò agitazioni e rivolte che coinvolsero Piero, ritenuto il reale governante di Firenze. La seconda ragione era che c'era un problema sistematico nel Banco dei Medici dove gli investimenti fluivano dal nord Europa verso l'Italia e la lana era necessaria per offrire un flusso di valuta verso nord per bilanciare i conti. Quindi quando Edoardo chiese i prestiti, la filiale di Londra non poteva esimersi dal concederglieli.
Dal 1494, anche la filiale di Milano cessò di esistere. Le filiali che non erano state chiuse per problemi vari, videro la loro fine nel 1494, quando Savonarola e il papa iniziarono ad agire contro i Medici. La sede di Firenze era stata bruciata durante una rivolta, quella di Lione venne rilevata da una società concorrente, la filiale romana andò in bancarotta quando un certo cardinale divenne Papa Leone X e chiese gli 11.243 fiorini d'oro che aveva depositato nel Banco. Al momento del fallimento era ancora la più grande banca d'Europa, con almeno sette filiali e cinquanta agenti, un numero stupefacente per l'epoca.
De Roover attribuì l'inizio della crisi del Banco a Cosimo. Lui passò la maggior parte del suo tempo dedicandosi alla politica, e quando non era impegnato negli intricati complotti della società fiorentina, patrocinava letterati e artisti, o era occupato a comporre le sue poesie. Questo gli lasciò pochissimo tempo per occuparsi della selezione accurata dei direttori delle filiali del Banco e per guardare con attenzione all'interno del Banco con l'intento di evitare frodi e malversazioni. La maggior parte degli oneri vennero messi sulle spalle di Francesco Sassetti che era passato da semplice impiegato della filiale di Avignone a direttore generale e quindi alla filiale di Ginevra per finire, nel 1458, a Firenze al fianco di Cosimo. Sassetti si andò occupando in modo crescente di molti affari e alla fine ne uscì in malo modo. Non è dato sapere se a causa della cattiva fortuna, della maturità, della pigrizia in aumento o per il tempo passato a studiare l'umanesimo secolare come Cosimo, Sassetti non riuscì a scoprire la frode alla filiale di Lione fino a quando non fu troppo tardi per poterla salvare. Il direttore della filiale Lionetto de' Rossi aveva tentato di coprire la sua incompetenza dimostrandosi troppo ottimista sul numero dei cattivi prestiti che il Banco avrebbe dovuto coprire, e prendendo in prestito fondi che gonfiavano artificialmente i profitti.
Questo non è l'unico fattore da lui identificato. Un lungo periodo di svalutazione dell'oro contro l'argento tra il 1475 e il 1485 - probabilmente a causa dell'incremento delle estrazioni di argento dalle miniere tedesche - significò che come debitore, il Banco dei Medici si trovò dal lato sbagliato della barricata - poiché i suoi depositi erano in oro e gli interessi erano pagati in oro. Questo trend era in parte attribuibile alla riluttanza di Firenze ad abbassare il valore del fiorino che era internazionalmente stimato per il suo valore, prestigio, e affidabilità. Ma il sistema di coniazione duplice di Firenze aggravò il problema. Questo cambiamento nel sistema valutario rifletté forse un rallentamento sistematico o recessione in Europa.
Piero morì il 2 dicembre 1469 e gli succedettero i suoi due figli Lorenzo e Giuliano. I due non raggiunsero la maggioranza e così Lorenzo (il fratello di Piero) prese il patrimonio di Piero per inserirlo nel capitale del Banco (una scelta sbagliata in quanto dovette poi razziare i beni di Piero quando la situazione divenne più difficile). I suoi interessi nel campo della politica e dell'arte (che portarono a chiamarlo "il Magnifico") lo obbligarono a cedere al suo ministro Francesco Sassetti, la responsabilità di decidere importanti questioni del Banco. Sassetti venne incolpato del declino del Banco per il fallimento delle filiali di Lione e Bruges, e Lorenzo per essersi fidato troppo di Sassetti e non averlo ascoltato quando gli riferiva dei problemi o provava a sistemare alcune situazioni. Veramente, Lorenzo disse una volta, quando Angelo Tani (che aveva tentato di prevenire il fallimento della filiale di Bruges) fece appello a lui per sollevare Sassetti e restringere i prestiti della filiale londinese, che "lui [Lorenzo] non capiva tali questioni." Egli ammise dopo, che la sua mancanza di conoscenza era alla base della sua approvazione degli schemi disastrosi di Tommaso Portinari. Goldthwaite biasimò Lorenzo senza mezzi termini:
"...Lorenzo il Magnifico, per il quale la politica fu sempre prioritaria rispetto agli affari. I servigi alla corte e l'aristocrazia erano stati probabilmente gli aspetti principali presi in esame nella scelta dei direttori delle filiali del Banco a Milano nel 1452 o 1453 e a Napoli nel 1471, e super estensioni di credito, attraverso prestiti personali, crearono severe e insormontabili problematiche in entrambe le operazioni."
Alla morte di Lorenzo l'8 aprile 1492, la gestione passò a suo figlio Piero di Lorenzo (1472-1521), allora ventenne. Piero non aveva alcun talento per gestire una banca e si affidò al suo segretario e prozio Giovanni Tornabuoni. Inutile dire, che i due amministrarono male la banca e trascurarono il nuovo ministro (Sassetti era morto a causa di un colpo apoplettico nel marzo 1490) Giovambattista Bracci. Se la famiglia de' Medici e la sua banca non fossero andate in rovina nel 1494, probabilmente la cosa sarebbe successa subito dopo.
Un altro fattore era stata la spesa per l'abbigliamento di Lorenzo. Secondo lo stesso Lorenzo, tra il 1434 e il 1471 egli spese una media di 17.467 fiorini d'oro l'anno.
Un altro errore di Sassetti fu quello di avere cieca fiducia in Tommaso Portinari invece che nel più fidato Angelo Tani; Portinari provocò il fallimento della filiale di Bruges.
Niccolò Machiavelli diede un punto di vista più contemporaneo nel suo Istorie fiorentine, asserendo che la caduta del Medici era dovuta alle redini sciolte sui direttori delle filiali, che cominciarono a comportarsi come principi e non come oculati uomini d'affari e assennati commercianti.

#### La caduta
Quando la crisi apparve in lontananza, un modo di tentare di imbrigliarla era cominciare a ridurre gli interessi pagati sui depositi discrezionali e su richiesta. Ma tale mossa avrebbe danneggiato l'immagine dei Medici, e così venne intrapresa troppo tardi. Il cattivo uso delle risorse del Banco creò la possibilità di repentini sconvolgimenti. Il fatto, che sembra essere stato una pratica comune nelle banche fiorentine, era quello di operare con non più del 5% dei loro depositi tenuti a riserva di improvvisi crolli. In aggiunta a questo, Lorenzo "il Magnifico" non si occupò affatto del Banco. Egli concentrò completamente le fortune della famiglia patrocinando artisti e letterati.
I problemi fiscali cominciarono a crescere in modo pressante fino a costringere Lorenzo a razziare la tesoreria di stato di Firenze - a un certo punto defraudando il Monte della Dote, un fondo caritatevole. Subito dopo, la pressione politica di Carlo VIII di Francia con l'invasione d'Italia del 1494, obbligò Piero di Lorenzo de' Medici a cedere alle forze di Carlo e all'insolvenza imminente del Banco dei Medici. I beni vennero distribuiti ai creditori e tutte le filiali vennero dichiarate fallite.

## Amministratori del Banco
- Giovanni di Bicci, 1397-1420
- Cosimo de' Medici, 1420-1464
- Piero di Cosimo, 1464-1469
- Lorenzo de' Medici (il Magnifico), 1469-1492
- Piero di Lorenzo, 1492-1494